# Кійдева
Кі́йдева (ест. Kiideva küla) — село в Естонії, у волості Рідала повіту Ляенемаа.

## Населення
Чисельність населення на 31 грудня 2011 року становила 35 осіб.

## Географія
Село розташоване на півострові Пуйзе (Puise poolsaar) на березі затоки Матсалу (Matsalu laht) у протоці Вяйнамері.
Від села починається автошлях 16111 (Паріла — Кійдева).